# التجمع للتقدم والتجديد
التجمع للتقدم والتجديد (بالفرنسية: Rassemblement pour le Progrès et le Renouveau)‏ هو حزب سياسي في بنين.

## التاريخ
تأسس الحزب عام 1998  وخاض انتخابات 1999 بالتحالف مع الاتحاد الوطني للتضامن والتنمية. حصل الحزبان على 2.2٪ من الأصوات، وفازا بمقعد واحد،  أخذه فالنتين أديتي هودي من حزب التجمع. 
في مايو 2014 انضم الحزب إلى التحالف الوطني للتنمية والديمقراطية.  فاز التحالف بأربعة مقاعد في الانتخابات البرلمانية لعام 2015.